# 東京海上研究所
株式会社東京海上研究所（とうきょうかいじょうけんきゅうしょ、英称：The Tokio Marine Research Institute）は、東京海上グループのシンクタンク。
「地球温暖化」と「人口動態変化」が社会にもたらす影響を中心に基礎研究を行っている。